# Критериум Дофине Либере 1975
27-й выпуск Критериум Дофине — шоссейной многодневной велогонки по дорогам Франции состоялся со 2 по 9 июня 1975 года в рамках Супер Престиж Перно. Победу одержал французский велогонщик Бернар Тевене.

## Участники
| Профессиональные велокоманды (10)- Carpenter-Confortluxe-Flandria - Filotex - Gan-Mercier-Hutchinson - Gitane-Campagnolo - Jobo-Wolber - Maes Pils-Watney - Molteni-RYC - Peugeot-BP-Michelin - Sporting-Sottomayor - Super Ser |
| |

## Маршрут
Групповые части гонки имели 5 равнинных, 1 горный и 2 среднегорных этапа.
| Этап   | Дата  | Маршрут                   | type                    | Длина (км) | Победитель          | Лидер генеральной классификации |
| ------ | ----- | ------------------------- | ----------------------- | ---------- | ------------------- | ------------------------------- |
| Пролог | 2 июн | Annecy – Annecy           | командная разделка      | 8          | Filotex             |                                 |
| 1      | 3 июн | Annecy – Макон            | равнинный               | 213        | Фредди Мартенс      | Фредди Мартенс                  |
| 2a     | 4 июн | Макон – Ле-Крёзо          | равнинный               | 93         | Фредди Мартенс      | Фредди Мартенс                  |
| 2b     | 4 июн | Ле-Крёзо – Монсо-ле-Мин   | равнинный               | 113        | Фредди Мартенс      | Фредди Мартенс                  |
| 3      | 5 июн | Монсо-ле-Мин – Сент-Этьен | равнинный               | 207        | Фредди Мартенс      | Фредди Мартенс                  |
| 4      | 6 июн | Сент-Этьен – Валанс       | равнинный               | 149        | Фредди Мартенс      | Фредди Мартенс                  |
| 5      | 7 июн | Роман-сюр-Изер – Гренобль | горный                  | 216        | Бернар Тевене       | Бернар Тевене                   |
| 6      | 8 июн | Гренобль – Бриансон       | среднегорный            | 185        | Мишель Поллентье    | Бернар Тевене                   |
| 7a     | 9 июн | Вейн – Авиньон            | среднегорный            | 153        | Зигфридо Фонтанелли | Бернар Тевене                   |
| 7b     | 9 июн | Авиньон – Авиньон         | индивидуальная разделка | 30         | Фредди Мартенс      | Бернар Тевене                   |

## Ход гонки
Из ста стартовавших гонщика финишировало 74 спортсмена.
На втором подэтапе седьмого этапа Фредди Мартенс стал лидером этапа, но Бернар Тевене смог удержать лидерство в генеральной классификации. Тем не менее Мартенс удержал лидерство в очковой классификации.

## Лидеры классификаций
| Этап   |                         | Победитель _        | Генеральная классификация _ |
| ------ | ----------------------- | ------------------- | --------------------------- |
| Пролог | командная разделка      | Filotex             | не определялся              |
| 1      | равнинный               | Фредди Мартенс      | Фредди Мартенс              |
| 2a     | равнинный               | Фредди Мартенс      | Фредди Мартенс              |
| 2b     | равнинный               | Фредди Мартенс      | Фредди Мартенс              |
| 3      | равнинный               | Фредди Мартенс      | Фредди Мартенс              |
| 4      | равнинный               | Фредди Мартенс      | Фредди Мартенс              |
| 5      | горный                  | Бернар Тевене       | Бернар Тевене               |
| 6      | среднегорный            | Мишель Поллентье    | Бернар Тевене               |
| 7a     | среднегорный            | Зигфридо Фонтанелли | Бернар Тевене               |
| 7b     | индивидуальная разделка | Фредди Мартенс      | Бернар Тевене               |
| Итог   | Итог                    |                     | Бернар Тевене               |

## Итоговое положение
| \| Генеральная классификация \| Генеральная классификация \| Генеральная классификация \| Генеральная классификация \| Генеральная классификация \| \| Гонщик \| Гонщик \| Команда \| Время \| \| \| ------------------------- \| ------------------------- \| ------------------------- \| ------------------------- \| ------------------------- \| \| 1-й \| Бернар Тевене \| Peugeot-BP-Michelin \| 35ч 39' 36 \| \| \| 2-й \| Франческо Мозер \| Filotex \| + 4' 57 \| \| \| 3-й \| Йоп Зутемелк \| Gan-Mercier-Hutchinson \| + 4' 57 \| \| \| 4-й \| Раймон Пулидор \| Gan-Mercier-Hutchinson \| + 5' 07 \| \| \| 5-й \| Люсьен Ван Импе \| Gitane-Campagnolo \| + 5' 34 \| \| \| 6-й \| Жан-Пьер Дангийом \| Peugeot-BP-Michelin \| + 6' 41 \| \| \| 7-й \| Раймон Делиль \| Peugeot-BP-Michelin \| + 7' 56 \| \| \| 8-й \| Жорж Талбурде \| Gan-Mercier-Hutchinson \| + 10' 15 \| \| \| 9-й \| Андре Ромеро \| Jobo-Wolber \| + 10' 44 \| \| \| 10-й \| Эдди Меркс \| Molteni-RYC \| + 10' 44 \| \| |                   |                        |            |
| |                   |                        |            |
| |                   |                        |            |
| Генеральная классификация |                   |                        |            |
| Гонщик | Гонщик            | Команда                | Время      |
| 1-й | Бернар Тевене     | Peugeot-BP-Michelin    | 35ч 39' 36 |
| 2-й | Франческо Мозер   | Filotex                | + 4' 57    |
| 3-й | Йоп Зутемелк      | Gan-Mercier-Hutchinson | + 4' 57    |
| 4-й | Раймон Пулидор    | Gan-Mercier-Hutchinson | + 5' 07    |
| 5-й | Люсьен Ван Импе   | Gitane-Campagnolo      | + 5' 34    |
| 6-й | Жан-Пьер Дангийом | Peugeot-BP-Michelin    | + 6' 41    |
| 7-й | Раймон Делиль     | Peugeot-BP-Michelin    | + 7' 56    |
| 8-й | Жорж Талбурде     | Gan-Mercier-Hutchinson | + 10' 15   |
| 9-й | Андре Ромеро      | Jobo-Wolber            | + 10' 44   |
| 10-й | Эдди Меркс        | Molteni-RYC            | + 10' 44   |

| Очковая классификация | Очковая классификация | Очковая классификация          | Очковая классификация | Очковая классификация |
| Гонщик                | Гонщик                | Команда                        | Очки                  |                       |
| --------------------- | --------------------- | ------------------------------ | --------------------- | --------------------- |
| 1-й                   | Фредди Мартенс        | Carpenter-Confortluxe-Flandria | 259 очков             |                       |
| 2-й                   | Франческо Мозер       | Filotex                        | 220 очков             |                       |
| 3-й                   | Жак Эсклассан         | Peugeot-BP-Michelin            | 149 очков             |                       |

| Очковая классификация | Очковая классификация | Очковая классификация          | Очковая классификация | Очковая классификация |
| Гонщик                | Гонщик                | Команда                        | Очки                  |                       |
| --------------------- | --------------------- | ------------------------------ | --------------------- | --------------------- |
| 1-й                   | Фредди Мартенс        | Carpenter-Confortluxe-Flandria | 259 очков             |                       |
| 2-й                   | Франческо Мозер       | Filotex                        | 220 очков             |                       |
| 3-й                   | Жак Эсклассан         | Peugeot-BP-Michelin            | 149 очков             |                       |

| Горная классификация | Горная классификация | Горная классификация           | Горная классификация | Горная классификация |
| Гонщик               | Гонщик               | Команда                        | Очки                 |                      |
| -------------------- | -------------------- | ------------------------------ | -------------------- | -------------------- |
| 1-й                  | Люсьен Ван Импе      | Gitane-Campagnolo              |                      |                      |
| 2-й                  | Педро Торрес         | Super Ser                      |                      |                      |
| 3-й                  | Мишель Поллентье     | Carpenter-Confortluxe-Flandria |                      |                      |

| Горная классификация | Горная классификация | Горная классификация           | Горная классификация | Горная классификация |
| Гонщик               | Гонщик               | Команда                        | Очки                 |                      |
| -------------------- | -------------------- | ------------------------------ | -------------------- | -------------------- |
| 1-й                  | Люсьен Ван Импе      | Gitane-Campagnolo              |                      |                      |
| 2-й                  | Педро Торрес         | Super Ser                      |                      |                      |
| 3-й                  | Мишель Поллентье     | Carpenter-Confortluxe-Flandria |                      |                      |

| Командная классификация по очкам | Командная классификация по очкам | Командная классификация по очкам | Командная классификация по очкам |
| Команда                          | Команда                          | Очки                             |                                  |
| -------------------------------- | -------------------------------- | -------------------------------- | -------------------------------- |

| Командная классификация по очкам | Командная классификация по очкам | Командная классификация по очкам | Командная классификация по очкам |
| Команда                          | Команда                          | Очки                             |                                  |
| -------------------------------- | -------------------------------- | -------------------------------- | -------------------------------- |

## После гонки
Бернар Тевене одержит победу в Критериуме Дофине и в следующем году, а в общем итоге он встанет на подиум 6 раз, поделив лидерство с Раймоном Пулидором.